# Parapellucens tegulatorii
Parapellucens tegulatorii är en fjärilsart som beskrevs av Holloway 1999. Parapellucens tegulatorii ingår i släktet Parapellucens och familjen tofsspinnare. Inga underarter finns listade i Catalogue of Life.